# Enrico Walpole
Enrico Walpole (Docking, 1558 – York, 7 aprile 1595) è stato un gesuita inglese; martirizzato sotto Elisabetta I, è venerato come santo dalla Chiesa cattolica e ricordato come uno dei santi quaranta martiri di Inghilterra e Galles.

## Biografia

### Gli anni della formazione
Nato a Docking (Inghilterra orientale), era il figlio primogenito di Christopher Walpole e di Margery Beckham, ereditiera di Richard Beckham di Narford. Il padre, proprietario terriero, godeva di un'ottima posizione sociale. Fu battezzato ed educato alla fede cattolica. Per i suoi studi fu scelto l'indirizzo classico: studiò trivio e quadrivio a Norwich (60 km da Docking), poi fu iscritto al Peterhouse College, il più antico college di Cambridge. Poiché per laurearsi era necessario prestare giuramento sull'Atto di Supremazia, Walpole lasciò Cambridge e si trasferì a Londra per studiare avvocatura. Fu nella capitale che cominciò a frequentare dei ricusanti, attirando i sospetti delle spie governative.
Il 1º dicembre 1581 Walpole fu presente a Tyburn all'esecuzione del gesuita Edmund Campion, uno dei primi martiri della fede cattolica. Walpole aveva anche ascoltato la disputatio con i teologi anglicani che Campion aveva sostenuto durante il processo ed era rimasto molto favorevolmente impressionato dalla sua eloquenza. Walpole era talmente vicino al luogo dello squartamento del martire che alcune gocce di sangue macchiarono il suo bianco panciotto. Se prima di quel momento la sua passione religiosa era stata tiepida, il fatto lo toccò così tanto che lasciò la pratica forense e decise di seguire il luminoso esempio di Campion. In sua memoria scrisse una serie di poesie, che vennero stampate e circolarono a Londra clandestinamente. Le autorità cercarono di scoprire chi vi era coinvolto. Lo stampatore, un amico di Walpole di nome Valenger, fu multato e torturato con l'amputazione delle orecchie, ma non tradì Walpole, che ciononostante rimase uno dei sospettati.
Walpole lasciò Londra e rientrò nella casa paterna nella contea di Norfolk e di qui partì per la Francia.

### Nella Compagnia di Gesù
I sacerdoti di lingua inglese si formavano al Seminario di Douai, che tra il 1578 e il 1593 ebbe sede a Reims. Il 7 luglio 1582 Walpole fu a Reims. L'anno dopo, il 28 aprile 1583, fu ammesso al Collegio inglese di Roma e in ottobre ricevette gli Ordini minori. Il 2 febbraio 1584 entrò come novizio nella Compagnia di Gesù. Poco tempo dopo tornò in Francia ove continuò gli studi, specialmente presso il Collegio degli scozzesi a Pont-à-Mousson. Fu ordinato suddiacono e diacono a Metz e sacerdote a Parigi, il 17 dicembre 1588. Visse un anno a Bruxelles.
Essendo poliglotta (parlava correntemente italiano, latino, francese e spagnolo), fu mandato come cappellano ad assistere i soldati che combattevano nell'esercito  dei Paesi Bassi spagnoli agli ordini di Alessandro Farnese. Fu catturato e internato nel forte inglese a Flushing dove fu torturato ma successivamente rilasciato dietro il pagamento di un riscatto dal fratello Michael e dai suoi superiori gesuiti (gennaio 1590). I due fratelli si incontrarono dopo anni: fu in quell'occasione che Henry consigliò a Michael di prendere i voti ed entrare nella Compagnia di Gesù, cosa che il fratello fece poco tempo dopo. Gesuiti divennero altri due fratelli, Richard e Christopher.
Quindi andò a Tournai per il suo terzo anno di probandato, ma il suo desiderio era quello di tornare in Inghilterra per riportare il suo Paese alla «vera fede». Il superiore generale dei Gesuiti invece lo inviò in Spagna a collaborare alla fondazione di un nuovo seminario inglese a Siviglia avviato dal confratello Robert Persons (1592). Là ritrovò il fratello Richard. L'anno seguente fu trasferito a Valladolid come vicerettore del locale Collegio inglese (anch'esso fondato da Persons).
Nel giugno 1593 la sua richiesta di tornare in Inghilterra fu accolta. Di passaggio da Madrid ebbe l'opportunità di essere ricevuto dal re di Spagna Filippo II, da cui ottenne il permesso di fondare il Collegio di Saint-Omer nelle Fiandre, allora territorio spagnolo (il collegio verrà fondato da Robert Persons nel 1593).
Henry Walpole ed il fratello Thomas, che era un soldato, fecero vela da Dunkerque su una nave da guerra diretta in Scozia, poiché i porti dell'Inghilterra erano chiusi a causa di un'epidemia di peste. Dopo dieci giorni di mare in burrasca, il 4 dicembre 1593 furono sbarcati a Flamborough Head, nello Yorkshire. Sul naviglio viaggiava anche una spia del governo che, non appena vide la pensione dove avevano pernottato, avvisò le autorità. Furono arrestati entrambi. Thomas confessò e fu rimesso in libertà; Henry invece professò la sua fede cattolica e rimase in carcere.
Walpole rimase tre mesi nel castello di York prima che Richard Topcliffe, il più accanito cacciatore di sacerdoti dell'epoca, lo facesse trasferire nella Torre di Londra (febbraio del 1594). Il prigioniero fu rinchiuso in una cella d'isolamento ricavata nei sotterranei della «Torre del Sale» (la stessa che verrà occupata da un altro martire, John Gerard). Qui Walpole fu torturato e sospeso per i polsi per ore, subendo quattordici sessioni di tortura (più di ogni altro martire), intervallate da pause per evitare una morte accidentale sotto interrogatorio. Nello stesso periodo suo padre morì di malattia e se Walpole, figlio primogenito, fosse stato condannato a morte, la sua parte di eredità sarebbe stata confiscata dallo Stato.

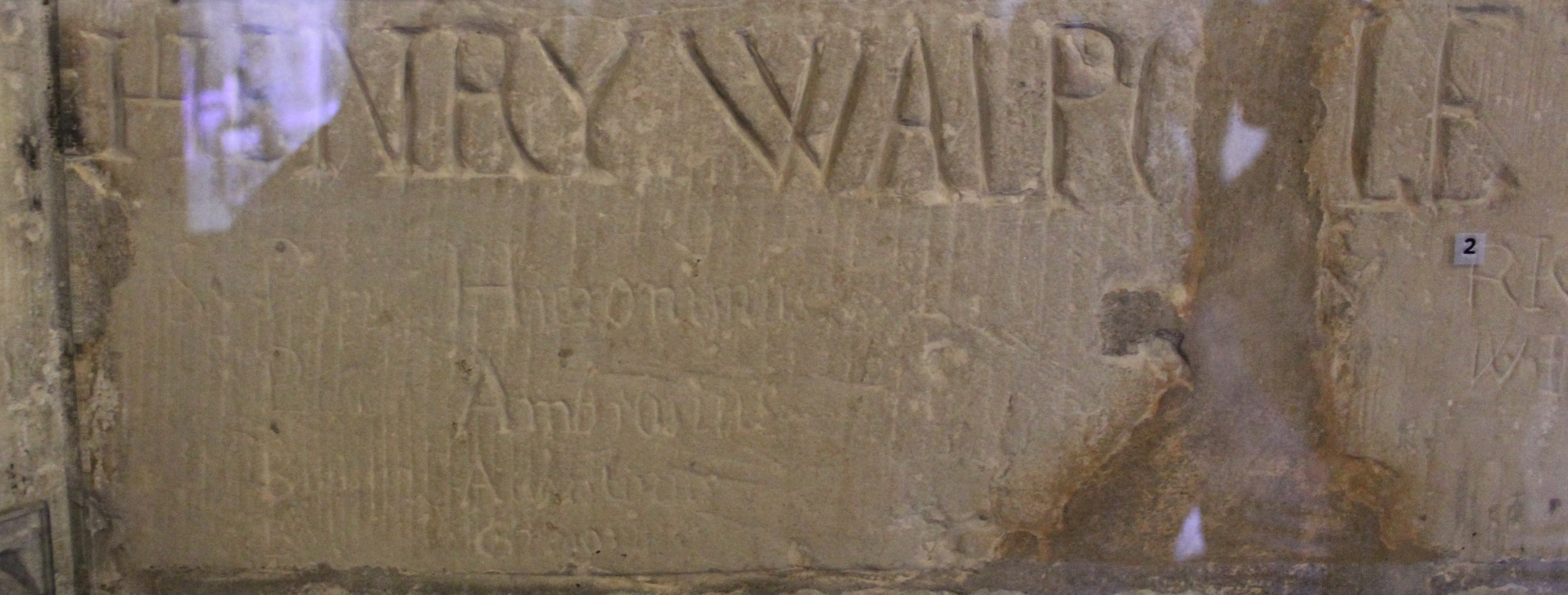
Durante la sua carcerazione nella torre, Walpole incise sul muro il suo nome insieme a quelli dei santi Pietro, Paolo, Gerolamo, Ambrogio, Agostino e Gregorio Magno

Furono diffuse false confessioni firmate da Walpole, assieme a false richieste di perdono alla Regina e falsi giuramenti di sottomissione. Nella primavera del 1595 egli fu rimandato a York per il processo, dove fu raggiunto da Alexander Rawlins, che era in attesa di processo. Entrambi furono processati il 3 aprile. Il giudice contestò a Walpole che non si era presentato davanti alle autorità entro tre giorni dallo sbarco sul suolo inglese. Walpole, ex avvocato, affermò che, poiché era stato arrestato meno di un giorno dopo il suo sbarco, egli non poteva aver violato alcuna legge. La corte la considerò una «sottigliezza». Il giudice gli chiese di prestare il Giuramento di Supremazia, riconoscendo la completa autorità della regina in materia di religione. Walpole rispose quanto segue:
Fu pronunciata una sentenza già scritta. Sia Walpole che Rawlins furono riconosciuti colpevoli e condannati per alto tradimento (il capo d'imputazione solitamente usato per i sacerdoti cattolici). Il 7 aprile 1595 furono impiccati, sventrati e squartati. Rawlins morì per primo; a Walpole fu permesso di rimanere appeso fino alla morte. Duemila persone assistettero all'esecuzione.
Nella chiesa di San Wilfredo, a York, dove c'è anche una cappella dedicata a Santa Margherita Clitherow, una statua raffigura il santo martire.

## Culto
Enrico Walpole fu beatificato da Pio XI il 15 dicembre 1929 e fu canonizzato da Paolo VI il 25 ottobre 1970 nel novero dei Quaranta martiri inglesi e gallesi.